# Igumnowskaja (obwód wołogodzki)
Igumnowskaja (ros. Игумновская) – wieś w Rosji, w rejonie tarnoskim obwodu wołogodzkiego. W 2010 r. liczyła 236 mieszkańców.